# ひょころー
ひょころー（10月6日 - ）は、日本の漫画家。男性。埼玉県在住。主に男性向けの成人向け漫画を描いている。
『COMIC阿呍』（ヒット出版社）、『COMIC快楽天』（ワニマガジン社）を中心に作品を発表している。2013年4月には『かくしデレ』がPashminaによってOVA化された。
主催した同人サークル「ひょこ道」での活動も行っている。

## 作品リスト

### 漫画
1. 『かくしデレ』 （2012年4月6日発売[4]、ヒット出版社〈セラフィンコミックス〉、ISBN 978-4-89465-551-5）
2. 『とろけまなこ』[5] （2014年8月29日発売[6]、ワニマガジン社〈ワニマガジンコミックススペシャル〉、ISBN 978-4-86269-325-9）
3. 『おとめぼれ』 （2018年12月12日発売[7][8]、ヒット出版社〈セラフィンコミックス〉、ISBN 978-4-89465-783-0）

### イラスト
- ゲームラボ

### アダルトアニメ
- 『かくしデレ』 制作会社：Pashmina
  1. 2013年4月19日発売[3]、JAN 4571211616787
  2. 2013年7月19日発売[9]、JAN 4571211617944
  3. 2013年11月29日発売[10]、JAN 4580257510034